# آورباخ (فوکتلاند)
شهر آورباخ (به آلمانی: Auerbach) در ایالت زاکسن در کشور آلمان واقع شده است.

## جستارهای وابسته

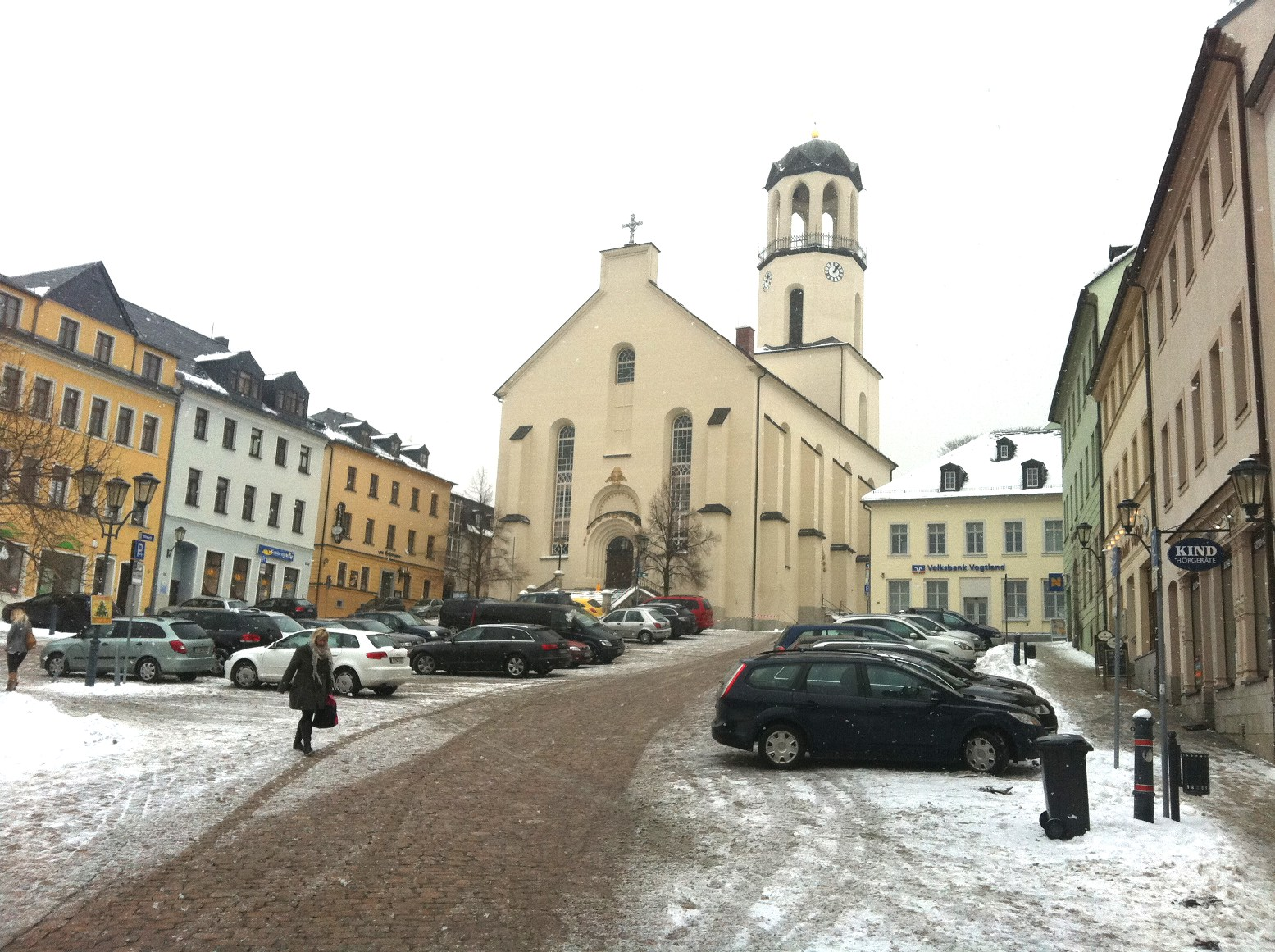
Auerbach